# Nossa Senhora Mãe dos Homens

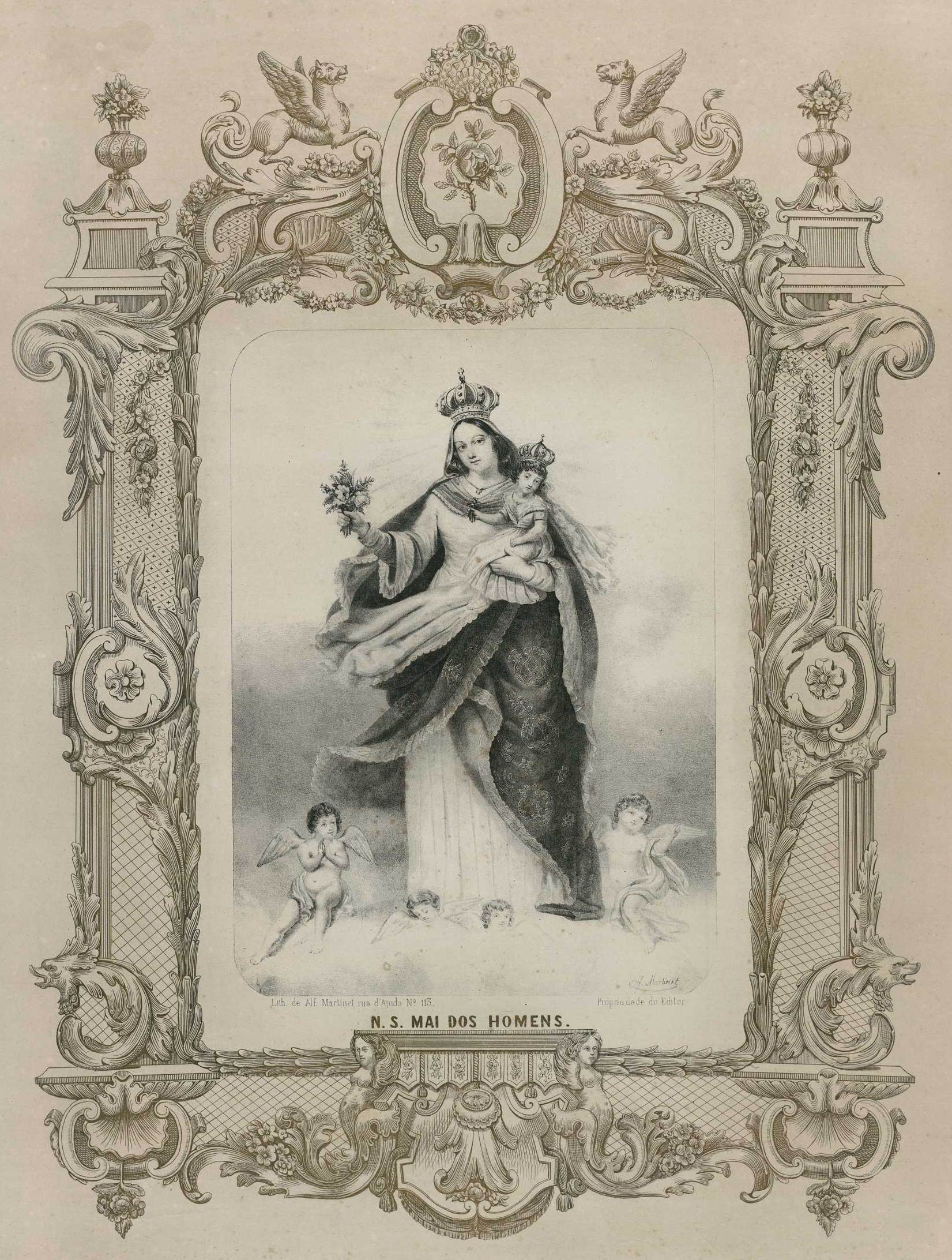
Nossa Senhora Mãe dos Homens por Alfred Martinet.

Nossa Senhora Mãe dos Homens é uma reverência à mãe de Cristo, praticada pela Igreja Católica. 
Sua origem remonta a Portugal, tendo surgido em Lisboa. Ao que parece, nos nossos dias apenas se conhece o culto a Nossa Senhora Mãe dos Homens na diocese do Porto, mais concretamente em Pedras Rubras, freguesia de Moreira, no concelho da Maia, onde a sua festa se realiza no primeiro domingo de julho, e na comunidade dos frades franciscanos capuchinhos da cidade de Gondomar, que a celebra no mês de maio.
Veio para o Brasil devido à fuga de um devoto conhecido como Irmão Lourenço, haja em vista a forte perseguição do Marquês de Pombal à sua família Távora.
No Brasil, a reverência de Nossa Senhora Mãe dos Homens deu origem a Irmandade de Nossa Senhora Mãe dos Homens, bem como a igrejas de grande valor cultural e histórico referentes à história do Brasil no período colonial e imperial.
Foi um dos locais em que Tiradentes se refugiou, no Rio de Janeiro, pouco antes de sua captura.
A igreja da ordem, no Rio de Janeiro, encontra-se tombada pelo Iphan - Instituto de Patrimônio Cultural desde 15 de julho de 1938. A grande beleza da igreja e a rica cultura do local contrastam com a dificuldade financeira em manter e reformar sua estrutura antiga devido à falta de apoio do Governo e de entidades particulares.

## História

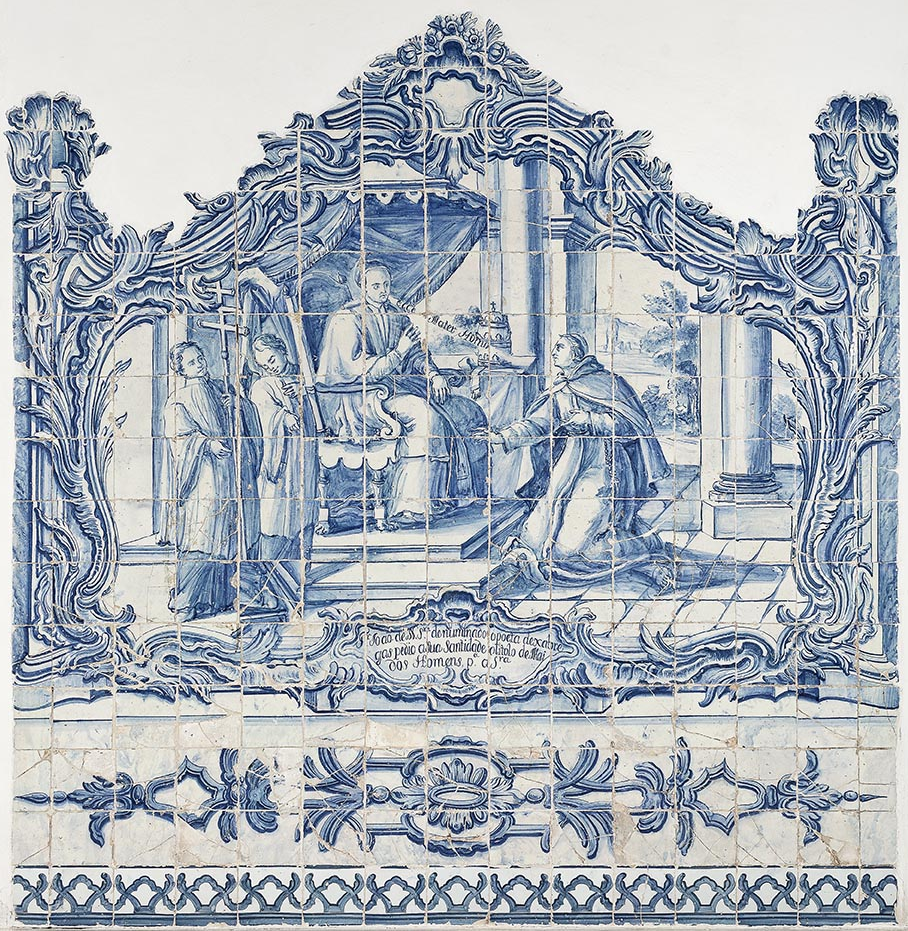
Frei João de Nossa Senhora pede ao Papa o título de Mãe dos Homens para Nossa Senhora (painel de azulejos do século XVIII, Museu do Açude, Rio de Janeiro)

A invocação a Maria, mãe de Cristo, surgiu no convento de São Francisco das Chagas, no bairro de Xabregas, em Lisboa, por iniciativa de Frei João de Nossa Senhora.
A devoção a Nossa Senhora Mãe dos Homens chegou depois do século XVIII trazida por um personagem envolto em mistério, o Irmão Lourenço, um membro fugitivo da família Távora, perseguida cruelmente pelo Marquês de Pombal por razões políticas.
No Brasil, o Irmão Lourenço adquiriu terras na Serra do Caraça, em Minas Gerais, onde fundou o Santuário de Nossa Senhora Mãe dos Homens. 
Lourenço construiu também, em 1774, a primeira capela. No mesmo local, posteriormente, foi construído o Colégio do Caraça, que educou por várias décadas grande número de jovens brasileiros. Após um incêndio de grande vulto, somente a ermida de Nossa Senhora Mãe dos Homens permaneceu intacta.

## Igreja construída no Rio de Janeiro
No Rio de Janeiro, a devoção a Nossa Senhora Mãe dos Homens teve início em um modesto oratório, que deu origem a uma das Igrejas de maior valor cultural do Brasil.
Escolheram a localização de um pequeno terreno no Caminho Capueruçu, que já existia no século XVII e fazia a ligação entre a Várzea (antiga rua Direita, atual Primeiro de Março) e a Lagoa do Capueruçu, na chamada "boca do sertão", caminho direto para Minas Gerais até 1716, quando passou a ser chamada de Rua da Alfândega, chamou-se também de rua da Quitanda do Marisco, rua dos Governadores.
O local da construção vem, a partir de meados do século XVIII, 1750, de onde existia nas proximidades do canto da Quitanda dos Pretos um oratório com a Imagem da Mãe dos Homens. Na época dos Vice-Reis, os oratórios de esquinas nas ruas eram sempre de iniciativa dos particulares. Em geral, pertenciam ao proprietário do edifício. E quando possuíam iluminação, azeite, era feito um rateio entre os vizinhos.
Para se aumentar o zelo religioso, muitos destes grupos procuravam terrenos para fazer pequenas capelas para exercer a devoção religiosa. Desta forma, muitas Igrejas acabaram por serem construídas. Foi também o caso da Igreja da Mãe dos Homens, no centro do Rio de Janeiro.
Por provisão do bispo diocesano, Dom Antônio do Desterro, Monge Beneditino, fundou-se ali no dia 9 de janeiro de 1758, o Sodalício de Nossa Senhora Mãe dos Homens.
Hoje ela está localizada no endereço Rua da Alfândega, número 54, Centro - Rio de Janeiro. É aberta ao público para missas, casamentos e confissões.

## Presença de Tiradentes
Na Igreja do Rio de Janeiro, localizada na Rua da Alfândega, também foi alvo da política colonial, contemporânea à época da derrama.
Em 1789, Joaquim José da Silva Xavier conhecido como Tiradentes escondeu-se na Igreja a fim de se proteger das autoridades da época. Talvez por orientação de Dona Inácia Gertrudes, por gratidão, ao mesmo que havia curado sua filha. 
Tiradentes assistiu à missa da lateral da Igreja, já sob grande perseguição das autoridades da lei da época, pouco antes de ser preso e condenado.

## Criação do Estatuto por Dona Maria I

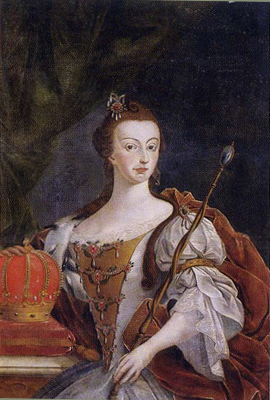
Dona Maria I de Portugal assinou o primeiro estatuto da Irmandade Mãe dos Homens.

O primeiro estatuto foi assinado pela carta régia de Dona Maria I em Lisboa no dia 16 de fevereiro de 1784 que rege a Irmandade até 10 de outubro de 1836 quando alterações são confirmadas pelo Regente do Império, Padre Diogo Antônio Feijó, devido ao sistema de padroado.
A Irmandade mandou construir, em 1 de setembro de 1789, um retábulo para o ornato da Imagem de Nossa Senhora Mãe dos Homens. Foi contratado então o Mestre Inácio Ferreira Pinto, o mesmo entalhador e autor do projeto da Capela Do Santíssimo Sacramento da Igreja de Nossa Senhora do Monte Serrat no Mosteiro de São Bento do Rio de Janeiro 1795 - 1800. 
As obras do Mestre Inácio terminam em 11 de outubro de 1790. Também são atribuídos ao Mestre, os trabalhos do Arco Cruzeiro e do Coro.

## Evolução da Igreja
A evolução artística da Igreja sofreu algumas alterações durante a época Brasil colônia e Brasil Império.
Em 1800 são executadas ampliações com a demolição de casas de propriedade da Irmandade que se encontravam em ruína, elas permitem não só o aumento da Igreja como a construção do Cemitério. As obras da Igreja permanecem paradas por vários anos e são retomadas para serem finalizadas em 12 de janeiro de 1803. 
Em 1815 aparecem registros na Irmandade do fechamento das catacumbas no interior da Igreja e em 1836 são realizadas obras importantes como a execução dos púlpitos e também a troca de pisos no presbitério.
A fachada foi toda refeita em estilo neoclássico entre 1856 e 1863 pelo arquiteto Francisco Joaquim Béthencourt da Silva.
Em 1850 Antônio de Pádua e Castro constrói os altares laterais da nave, São José, Santa Ana com Nossa Senhora Menina e São Joaquim. Também são trocados os pisos por ladrilhos hidráulicos e o  cemitério foi extinto neste ano.
Posteriormente são executadas as pinturas da capela mor por Joaquim Lopes de Barros Cabral. Ele nasceu no Rio de Janeiro e fez parte da primeira turma da Academia Imperial de Belas Artes, nas aulas de pintura de Debret e de arquitetura com Grandjean de Montigny. 
Dentre sua poucas obras religiosa estão esta pintura da Capela, os quatro evangelistas, Anunciação e Ascensão, oferecidos à Irmandade em 1861.

## Dias atuais
A irmandade de Nossa Senhora Mãe dos Homens continua a existir, bem como a devoção à N. S. Mãe dos Homens. No Rio de Janeiro, a Igreja permanece aberta à visitação com rotina de missas, confissões e casamento.
Apesar do tombamento pelo Iphan, no Rio de Janeiro, inexiste qualquer tipo de ajuda para a preservação da Igreja. A negligência do Poder público e a ausência de patrocínio particular ameaçam patrimônio cultural do país, deixando a cargo da própria comunidade da Igreja e de seus fiéis a preservação da Igreja com parcos recursos.
Na cidade de Araranguá no estado de Santa Catarina, extremo sul do Brasil existe uma paroquia elevada á santuário no dia 04 de maio de 2018 exatamente no dia em que completa 170 anos, onde há uma grande peregrinação e uma gigantesca festa em sua honra, segue um pouco de sua história.

### Nossa Senhora Mãe dos Homens
Exatamente, seria ela a anunciada, a grande protetora do povo de Deus. Em dois momentos narrados descrevemos a história para dizer que em 1816 mais precisamente no dia 16 de janeiro teríamos a primeira capela dedicada a nossa mãe. Registro do bispado do Rio de Janeiro diz: Dom José Caetano da Silva Coutinho, Bispo do Rio de Janeiro, quando em Laguna por ensejo de sua primeira visita pastoral ao sul do Brasil concedeu em dois de setembro de 1815 despacho favorável ao requerimento, a ele endereçado pelos moradores pioneiros de Araranguá, para construção de uma capela, cujas obras já estavam em andamento. Essa capela, dedicada a Nossa Senhora Mãe dos Homens, teve sua inauguração em 11 de janeiro de 1816, sendo atendida pastoralmente, pelos Padres Manuel Fernandes, Jerônimo Francisco Coelho e José Luis, da Paróquia de Laguna, cuja área jurisdicional se situava a referida comunidade.
Em outra narrativa quando em janeiro de 1816 regressa Dom Coutinho do Rio Grande. Assim diz: No dia 6 andei 12 léguas, e destes, 3 as Torres até Arroio Grande, 4 léguas daqui até Lagoinhas, 4 léguas até Conventos, uma légua até a barra do Araringuá, onde dormi na casa do alferes comandante deste registro, Lino dos Santos. N.B Entre Lagoinhas e Conventos passam-se três arroios; o do Silva, o da Baleia, e outro inominado. Não fui visitar e dormir na casa da viúva Dona Brígida, como ela esperava nem lhe falei do terreno da capela curada de Araringuá, porque me consta que nem ela se opõe já, nem pude ajustar aos moradores sobre este local que deixei a diligencia ao Padre Cruz. E a este mesmo deixei comissão para visitar e benzer a dita capela com o cemitério. Ao curato já é desmembrado o direito de todo o pé de altar sobre as 400 almas desde Lagoinhas. Vide esta provisão no livro de visita. No mais esta capela parece-me mais bem estabelecida junto ao morro dos conventos do que na Barra Velha, aonde não vi senão charcos e areias.
N.B. Prometi ao alferes Lino e outros de lhes mandar do Rio de Janeiro uma boa imagem da Mãe Dos Homens para orago da capela. Nos dias 7 e 8 não andei mais do que as 3 léguas que vão de Araringuá a Urussanga, aonde parei por causa de muita chuva... No dia 09 andei 10 léguas, que tantos são de Urussanga até a Vila de Laguna.
Podemos imaginar a pequena e humilde capela construída pelos devotos em 1816, acima certamente é a segunda capela da comunidade registrada em foto pelo Sr. Bernardino de Senna Campos. Como transcorre a história somente em 04 de maio de 1848 a povoação de Araranguá fica desmembrada da freguesia de Santo Antônio dos Anjos, de Laguna para formar a nova freguesia sob a invocação de Nossa Senhora Mãe dos Homens. Com a Lei provincial No 272 caberia a escolha de um local definitivo para sede da Freguesia, por isso foi constituída uma comissão composta por 04 senhores de bem, representantes da comunidade num todo e que passam a ser personagens desta história, a saber; Bartolomeu Antônio do Canto, Felisberto Antônio de Souza, Mathias Francisco de Bem e Mariano José Bittencourt.
Assim sendo a comissão agiu e encaminhou a câmara de Laguna a posição definida do local da nova freguesia, que registrou um voto em separado, ficando então a comunidade de Campinas como sede da nova freguesia.
A Partir daí Campinas “Araranguá” começa a organizar-se pois vira agora freguesia “Paróquia”. A primeira e humilde capelinha de Araringuá (“Cangicas”) passa a ter Bom Jesus da Coluna como protetor.
O povo de Deus começa um novo momento, a expectativa de ter um Padre para conviver e viver em oração com seu povo, e ter Nossa Senhora Mãe dos Homens como Padroeira e protetora de todo este povo.
Organizar-se era preciso, pois precisavam corresponder aos desejos atendidos e para tanto a divina Mãe dos Homens passou a ser presença nas famílias.

### Os templos e igrejas
Sendo assim, a Paróquia Nossa Senhora Mãe dos Homens é a mais antiga da Diocese de Criciúma. A mesma celebra seus 170 anos de criação no ano de 2018. Em sua história, a paróquia já teve três templos construídos e que serviram como Igreja Matriz. Em 1864 tomou posse como 1º. Vigário da Paróquia o Pe. João Mattos da Cunha, que construiu a 1ª. Capela de Nossa Senhora Mãe dos Homens no local onde hoje se encontra a Praça Hercílio Luz. Lugar abençoado para tal já em 10 de agosto de 1856 pelo Pe. Antônio Nunes Barreto, vigário visitador da Comarca de Laguna.

#### Primeira capela no centro de Araranguá construída em 1864
Em abril de 1898 iniciou-se a construção da nova Igreja Matriz e no dia 01 de janeiro de 1902 foi inaugurada e recebeu a bênção solene. Era vigário na época o Pe. Ludovico Coccolo. 

#### Segunda Igreja construída entre 1898 a 1902
A terceira e atual Igreja Matriz começou a ser construída no dia 09 de junho de 1954 quando era pároco o Pe. Santos Spricigo. A mesma recebeu o Santíssimo Sacramento como momento histórico de inauguração no dia 18 de agosto de 1957, quando a paróquia celebrava a festa do Sagrado Coração de Jesus (2º. Livro Tombo, ano 1957). O pároco era o Pe. Paulo Hobolt.

#### Terceira e atual Igreja: iniciada no dia 09 de junho de 1954 e terminada em 1957
Templo atual que se encontra aberto aos fiéis.